# 小白山國立公園
小白山國立公園（：／ Sobaeksan Gungnip Gongwon */?）是位於韓國忠清北道丹陽郡、慶尚北道榮州市的山岳型國立公園。1987年12月14日指定，是韓國第18座國立公園，總面積322平方公里。

## 沿革
- 1987年12月14日：國立公園第18號指定 (建設部告示第645號)。
- 1988年6月9日：小白山事務所、小白山北部事務所開所。
- 1998年2月28日：國立公園業務移管 (內務部→環境部)。
- 2007年1月1日：國立公園入園費廢止。

## 關聯區域
- 慶尙北道
  - 榮州市豊基邑、順興面
- 忠淸北道
  - 丹陽郡佳谷面